# Акбійцький сільський округ
Акбі́йцький сільський округ (каз. Ақбиік ауылдық округі, рос. Акбийкский сельский округ) — адміністративна одиниця у складі Тюлькубаського району Туркестанської області Казахстану. Адміністративний центр — село Акбіїк.
Населення — 3665 осіб (2021; 3551 у 2009, 3307 у 1999, 3138 у 1989).
Станом на 1989 рік існувала Куйбишевська сільська рада (села Куйбишево, Кулан, Сартур).

## Склад
До складу округу входять такі населені пункти:
| Населений пункт | Колишні назви | Населення, осіб (1989) | Населення, осіб (1999) | Населення, осіб (2009) | Населення, осіб (2021) |
| --------------- | ------------- | ---------------------- | ---------------------- | ---------------------- | ---------------------- |
| Акбіїк, село    | Куйбишево     | 1496                   | 1589                   | 1707                   | 1790                   |
| Кулан, село     | -             | 1311                   | 1371                   | 1488                   | 1537                   |
| Саритур, село   | Сартур        | 331                    | 347                    | 356                    | 338                    |